# 杭州西溪天街
杭州西溪天街，位于杭州市西湖区余杭塘路1001号，2019年12月6日开业，这是杭州的第三座龙湖天街，也是全国第34座龙湖天街。毗邻浙大紫金港校区西区。
定位为“城西生活美学购物中心”，商场有地下一层、地上六层，商业面积约15万平米。拥有篱下慢·水幕广场、野趣集·亲子森林、悦食间·四季花园三大主题空间。

## 交通
可乘杭州地铁5号线至蒋村站D口、E口直达。